# Liste des joueurs de l'ASVEL Lyon-Villeurbanne
Cet article présente la liste des joueurs de l'ASVEL Lyon-Villeurbanne ayant fait au moins une apparition en match officiel avec l'équipe première.
- Haut – A
- B
- C
- D
- E
- F
- G
- H
- I
- J
- K
- L
- M
- N
- O
- P
- Q
- R
- S
- T
- U
- V
- W
- X
- Y
- Z

## A
- Thomas Abercrombie : 2013-2014
- Tim Abromaitis : 2012-2013
- Alex Acker : 2012- 2013 et 2014-2015
- Georgy Adams : 1996-1999
- Arsène Ade-Mensah : 2001-2002
- Jonathan Aka : 2003-2004
- Rolandas Alijevas : 2001-2002
- David Andersen :2014-2017
- Alexandre Amet : 1998-1999
- Thomas Andrieux : 1996-1998
- Ousman Aribot : 1955-1960
- Hilton Armstrong : 2011-2012
- Ken Austin : 1989-1990

## B
- Travis Bader : 2014-2015
- Bertrand Barré : 1982-1983
- Rowan Barrett : 2006-2007
- Lloyd Batts : 1982-1983
- Norris Bell : 1984-1988
- Ali Benamar : 1991-1992
- Philippe Beorchia : 1992-1993
- Rudy Bennett : 1973-1976
- Hüseyin Besok : 2004-2005
- Matts Beuswaert : 1991-1992
- Eric Beugnot : 1986-1989
- Feruccio Biasucci : 1960-1966
- Jim Bilba : 1996-2001
- Jean-Dieudonné Biog : 2013-
- LaVell Blanchard : 2006-2007
- Joakim Blom : 1998-2001
- Nebojsa Bogavac : 2008-2009 et 2010-2011
- Yann Boisson : 1984-1985
- Xavier Boivin : 1990-1993
- Yann Bonato : 2000-2003
- Curtis Borchardt : 2009-2010
- Olivier Bourgain : 1996-1997
- Marc Bousinière : 1987-1991
- Larry Boston : 1982-1983
- Edmond Bozzo : 1950-1953
- Roger Bozzo : 1948-1953
- Troy Bowers : 1992-1993
- Eric Broailler : 1988-1991
- Paul Brousse : 1960-1962
- Rahem Brown : 2005-2006
- Stephen Brun : 2005-2006
- Steve Bucknall : 1992-1993
- André Buffière : 1948-1955
- Maurice Buffière : 1952-1956
- Michel Buffière : 1976-1978
- Jacques Buisson : 1979-1980
- Marko Bulić : 2002-2003
- Georges Burdy : 1960-1966

## C
- Jacques Caballé : 1963-1968
- Marko Čakarević : 2006-2007
- Eric Campbell : 2008-2010
- Tweety Carter : 2013-2014
- George Carter : 1976-1977
- Jean-Pierre Castellier : 1960-1969
- Patrick Cazemajou : 1976-1983
- Jean-Louis Cazemajou : 1974-1978
- John Celestand : 2001-2002
- Dragan Ćeranić : 2011-2012
- Rafaël Charro : 1990-1991
- Alex Chassang : 2012-2016
- Édouard Choquet : 2015-2016
- Gérard Christophe : 1970-1973
- Paul Christophe : 1951-1955
- James Clabon : 1989-1990
- Vincent Collet : 1986-1990
- Damien Colomé : 2002-2003
- Robert Conley : 2007-2008
- Bruno Constant : 1987-1988
- Bruno Coqueran : 1992-1993
- Patrick Corgié : 1975-1977
- Antoine Cornud : 2014-2015
- Félix Courtinard : 1991-1992
- Alain Crespo : 1984-1988
- Corey Crowder : 1997-1998
- Ron Curry : 1993-1995

## D
- Damien D'amico : 1996-1997
- Sylvain D'amico : 1993-1994
- Octavio Da Silvera : 2008-2009
- Rudy Deal : 2010-2011
- Patrick Demars : 1970-1974
- Albert Demeyer : 1959-1962
- André Dejoannés : 1948-1949
- André Desgoutte : 1953-1954
- Benjamin Dewar : 2008-2010
- Lambert Diacono : 2010-2012
- Nouha Diakité : 2006-2007
- Digue Diawara : 2016-
- Alain Digbeu : 1991-1999
- Makan Dioumassi : 2003-2006
- Bobby Dixon : 2009-2010
- David Djolakian : 1994-1995
- Tom Domako : 1988-1989
- Nikola Dragovic : 2016-
- Jean Paul Drevet : 1959-1960
- Daniel Dugourd : 1960-1963
- Christophe Dumas : 1990-1994
- Robert Dumas : 1974-1975
- Paul Dumortier : 1953-1954
- Jean-Marc Dupraz : 1991-1992
- Michel Duprez : 1968-1977
- Alain Durand : 1963-1972

## E
- Bill Edwards : 2000-2001
- Antoine Eito : 2006-2007
- Stéphane Emeline : 1991-1994
- Rudy Etilopy ; 2008-2009
- Ted Evans : 1977-1982
- Christophe Evano : 1994-1996
- Vasco Evtimov : 2002-2003

## F
- Philippe Fargue : 1989-1990
- Yan Fatien : 1994-1995
- Philippe Faury : 1993-1995
- Etienne Faye : 1986-1987
- Nick Fazekas : 2008-2009
- Lavelle Felton : 2005-2006
- Richard Fenon : 1974-1975
- Christian Fillod : 1968-1969
- Gaby Fillod : 1948-1953
- Serge Fino : 1965-1969
- Mike Fink : 1978-1979
- Guy Fiorini : 1953-1960
- Bangaly Fofana : 2007-2012
- Laurent Foirest : 2006-2010
- Fabien Fond: 1988-1992
- Alton Ford : 2003-2004
- Nicolas Forel : 1988-1990
- Alain Forestier : 1989-1990
- Reggie Freeman : 2001-2002
- David Frigout : 2000-2002

## G
- Michel Gabiot : 1955-1956
- Thierry Gadou : 2002-2003
- Édouard Gagneux : 1949-1951
- Charles Gaines : 2005-2006
- Charles Galliou : 2015-2016
- Jim Galla : 1995-1996
- Ruben Garces : 2000-2001
- Edmond Garcia : 1948-1949
- Mickaël Gelabale : 2010-2011
- Sacha Giffa : 2002-2004
- Alain Gilles : 1965-1986
- Daniel Gimenez : 1962-1963
- Christophe Girerd : 1979-1980
- Maurice Giroflier : 1959-1960
- Stéphane Gombauld : 2015-2016
- Jens-Uwe Gordon : 1997-1998
- Michel Gorun : 1979-1980
- Phil Goss : 2011-2012
- Olivier Gouez : 2004-2005
- Fréderic Grange : 1978-1982
- Henri Grange : 1955-1969
- Guillaume Granotier : 1993-1995
- Brian Greene : 2006-2007
- Taurean Green : 2014-2015
- Olivier Grosset : 1980-1981
- Guy Guedegbe : 2001-2002
- Innocent Guedegbe : 1994-1996
- Robert Gulyas : 2002-2004

## H
- Kevin Hangoué : 2016-
- Philippe Haquet : 1973-1979
- Daniel Haquet : 1977-1982
- Patrick Haquet : 1979-1983
- Dimitrios Haritopoulos ; 2011-2012
- Maurice Hauchecorne ; 1956-1958
- Clifford Hammonds : 2010-2011
- Darren Henrie : 1998-1999
- André Henry : 1967-1970
- Lucas Hergott : 2016-
- Philippe Hervé : 1989-1990
- Kyle Hill : 2001-2002
- Ron Hill : 1980-1981
- Walter Hodge : 2016-
- Peter Hoffman : 2000-2002
- Derek Holcomb : 1981-1982
- Derek Hood : 2003-2004
- Brian Howard : 1995-1997
- Will Hudson : 2013-2014
- Fred Hugonin : 1948-1952
- Olivier Hurtevent : 1981-

## I
- Assen Iagoridkov : 1962-1963

## J
- Edwin Jackson : 2007-2008 et 2010-2014
- Jerome James : 2000-2001
- Aymeric Jeanneau : 2006-2010
- Livio Jean-Charles : 2011-2014 et 2015-2017
- Davon Jefferson : 2010-2011
- Nikola Jestratijević : 2003-2004
- Pierre Jolivet : 1953-1961
- Charles Jordan : 1977-1979
- Georgi Joseph : 2012-2015
- Kevin Josse-Rauze : 2006-2007
- Jean-Pierre Jouffray : 1974-1976

## K
- Charles Kahudi : 2015-2017
- Kristjan Kangur : 2009-2010
- Bernard King : 2004-2005
- Marko Keselj : 2013-2014
- Djordje Komadinic : 2001-2002

## L
- Mehdi Labeyrie : 2004-2005
- Bob Lackey : 1975-1977
- Paul Lacombe : 2006-2013
- Eddy Lamie : 1985-1988
- Gilbert Lamothe : 1959-1971
- Maurice Landrivon : 1957-1959
- Nicolas Lang : 2015-2017
- Jean-Paul Landu : 2004-2005
- Jay Larranaga : 1999-2000 et 2006-2007
- Alain Larrouquis 1983-1985
- Thomas Larrouquis : 2012-2014
- Stéphane Lauvergne : 1999-2000
- Théo Léon : 2010-2013
- Michel Le Ray : 1967-1973
- Travis Leslie : 2013-2014
- Antony Lever-Pedrosa : 2005-2006
- Gérard Lespinasse : 1970-1976
- Emilien Leschiera : 2003-2004
- Pierre Levet : 1952-1953
- David Lighty : 2014-2016 et 2017-2018
- Christophe Lion : 1995-1996
- René Longchamp : 1948-1951 et 1956-1957
- Art Long : 2000-2001
- Mindaugas Lukauskis : 2009-2010
- Terrell Lyday : 2004-2005
- Robert Lynn : 1972-1973

## M
- Laurent Machabert : 1986-1987
- Scott Machado : 2013-2014
- Bernard Magnin : 1968-1972
- Davor Marcelić : 2002-2003
- Rawle Marshall : 2009-2010
- Mike Mardy : 1978-1979
- Thierry Mariscal : 1990-1991
- Didier Martin : 1986-1987
- Geoffray Masci : 2005-2006
- Vincent Masingue : 2005-2007
- Marlon Maxey : 1999-2000
- Mamadou M'Baye : 1975-1976
- Thalamus McGhee : 2001-2002
- Trent Meacham : 2014-2017
- Richard Melzer : 2006-2007
- Benjamin Mendez : 2013-2014
- Pops Mensah-Bonsu : 2010-2011
- Jésus Mercader : 1950-1952
- Georges Meygret :1958-1959
- Alain Michaud : 1984-1986
- Frédéric Miguel : 1997-2001
- Danny Miller : 2004-2005
- Guy Minard : 1954-1953 et 1954-1956
- Charles Minlend : 1998-1999
- Jean-Jacques Moine : 1973-1975
- Yann Mollinari : 2005-2006
- Jean Moncel : 1972-1973
- Jacques Monclar : 1978-1982 et 1983-1986
- Roger Moore : 1974-1977
- Michel Morandais : 2016-2017
- Paccelis Morlende : 2012-2014
- Gérard Moroze : 1963-1970
- Roel Moors : 2006-2007
- Roger Morera : 1964-1966
- Harold Mrazek : 2001-2006
- Antoine Muguet : 1953-1966
- Jean-François Murat : 1962-1963
- Jay Murphy : 1990-1991

## N
- Cyr N'Baguidi : 1993-1994
- Moktar N'Diaye : 2005-2006
- Jimmy Nébot : 1995-1998
- DeMarcus Nelson : 2017-
- François Nemeth : 1948-1950
- Tim Nees : 2001-2002
- Devonte Newbill : 2015-2016
- Ahmad Nivins : 2014-2015
- Amine Noua : 2015-2017
- Alex Nouvier : 1995-1996
- Uche Nsonwu-Amadi 2007-2008 et 2012-2014

## O
- Fémi Okunrynio : 1997-1998
- Karim Ouattara : 1996-1997
- Andre Owens : 1997-1998 et 2002-2004

## P
- Crawford Palmer : 1997-1999
- Sacha Pantic : 1984-1986
- Alan Paquentin : 2015-2016
- Rickey Paulding : 2005-2006
- Terence Parker : 2009-2010
- Tony Parker : 2011-2012
- Zakhar Pashutin : 2000-2001
- Damien Pastres : 1984-1990
- Jean-Marie Pattberg : 1984-1986
- Michel Pelet : 1952-1953
- Stéphane Pelle : 2004-2005
- Gérard Perbet : 1967-1969
- Jean-Gaël Percevaut : 1998-2000
- Daniel Perréard : 1964-1966
- Guy Perronnet : 1966-1967
- Christian Petit : 1969-70 et 1979-1981
- Simon Petrov : 2001-2003
- Tim Pickett : 2005-2006
- Luc Pilibossian : 1975-1977
- Nicolas Plasse : 1986-1987
- Laurent Pluvy : 1992-2001
- Guy Prat : 1980-1982
- Bob Purkhiser : 1971-1979

## R
- Nikola Radulović : 2001-2002
- Rick Raivio : 1991-1992
- Bruno Recoura : 1967-1975
- Philippe Recoura : 1975-1979
- Willie Redden : 1983-1992
- Roger Réveilloux : 1959-1966
- Henri Rey : 1949-1960
- J. R. Reynolds : 2008-2009
- Leslie Reynolds : 1983-1993
- Jemeil Rich : 2003-2004
- Lionel Rigo : 1981-1984
- Rémi Rippert : 1994-1998
- Jean-Luc Roediger : 1969-1971
- Shawnta Rogers : 2003-2004
- Steve Ross : 2006-2007
- Arthur Rozenfeld : 2013-2015
- Cecil Rucker : 1990-1991
- John Rucker : 1970-1971
- Delaney Rudd : 1993-1999
- Bruno Ruiz : 1992-1993
- Erwan Ruiz : 2015-2016
- Florent Ruz : 2002-2003
- Tomislav Ruzić : 2004-2006

## S
- Raymond Sahy : 1948-1959
- Salomon Sami : 1997-2000
- Victor Samnick : 2009-2010
- Jérôme Sanchez : 2008-2010
- Yohann Sangaré : 2004-2007 et 2014-2015
- Bernard Sangouard : 1976-1978
- Laurent Savoi : 1985-1987
- Laurent Sciarra : 2000-2001
- Shea Seals : 1999-2000
- Lucien Sedat : 1964-1965
- Jean-Michel Sénégal : 1970-1974
- Raymond Serverin : 1948-1949
- Bruno Servolle : 1980-1984 et 1992-1993
- Jamie Skeen : 2011-2012
- Mau Smith : 1994-1995
- Ronnie Smith : 1995-1997
- Stevin Smith : 2002-2003
- Terry Smith : 2015-2016
- Moustapha Sonko : 1998-2000
- Karim Souchu : 2003-2005
- Bruno Soulier : 1988-1989 et 1991-1992
- Joe Stephens : 2000-2001
- Gérard Sturla : 1951-1960
- Abbas Sy : 1990-1992
- Amara Sy : 1999-2002,05-07,08-09 et 2012-2015
- Bandja Sy : 2016-
- Mamadou Sy : 2003-2004
- Philip Szanyiel : 1979-1986

## T,U
- David Taylor : 1983-1984
- Marcus Taylor : 2003-2004
- Dijon Thompson : 2011-2012
- Michael Thompson : 2012-2013
- Kim Tillie : 2010-2012
- Hervé Touré : 2001-2005
- Lassana Touré : 1999-2001
- Ali Traoré : 2001-2003 et 2008-2010
- Chevon Troutman : 2006-2009
- Adrian Uter : 2016-

## V
- Jacky Valençon : 1958-1962
- Jeff Varem : 2007-2008
- Kwame Vaughn : 2016-2016
- Ángel Daniel Vassallo : 2010-2011
- Saint-Ange Vébobe : 1982-1985
- Jimmy Verove : 1990-1991
- François Vermorel : 1951-1953
- Lucien Vey : 1955-1964
- Alain Vincent : 1976-1983
- Nikola Vujčić : 2001-2002

## W
- Matt Walsh : 2010-2011
- Casper Ware : 2016-2017
- Darryl Watkins : 2015-2017
- Léo Westermann : 2010-2012
- Ken Winchester : 1994-1995
- Lamayn Wilson : 2007-2008
- Chris Wright : 2013-2014

## Y
- Armand Yavuz : 2005-2006

## Z
- Andrija Zizic : 2010-2011
- Jean-Claude Zapha : 2009-2010